# Jan Caeyers
Jan Caeyers (1953), is een Belgisch musicoloog, dirigent en docent aan de Katholieke Universiteit Leuven. In de stad Wenen, waar hij studeerde en werkte, specialiseerde hij zich in achttiende- en vroeg-negentiende-eeuwse muziek.
In de jaren 1980 startte hij als dirigent en artistiek leider het Nieuw Belgisch Kamerorkest met een groep jonge musici. In 1993 werd dit de Beethoven Academie (1993-2006). Van 1993 tot 1997 was hij ook assistent van Claudio Abbado bij het Gustav Mahler Jeugdorkest, waar hij werkte met onder anderen Bernard Haitink en Pierre Boulez.
Zijn Beethoven-biografie verscheen in 2009 en werd onder meer in het Duits, het Engels, het Italiaans en het Hongaars vertaald. De Chinese vertaling is in de maak. In deze biografie suggereerde hij dat Beethoven's vader Johan van Beethoven mogelijks geen biologisch kind zou zijn geweest van Lodewijk van Beethoven uit Mechelen. Dit werd erg aannemelijk toen genetisch genealoog Maarten Larmuseau met zijn onderzoek naar de genetische afkomst van Beethoven aan het licht bracht dat er een koekoekskind in de rechtstreekse stamlijn va Beethoven aanwezig was. De biografie is heden ten dage het standaardwerk over Beethoven. Jan Caeyers ontving in 2010 het Gouden Label Boek van Klassiek Centraal. 
Met de expertise die hij opdeed door het schrijven van het Beethoven-boek, richtte hij in 2010 een nieuw orkest op, Le Concert Olympique. Ook van dit orkest is hij dirigent en artistiek leider.
Jan Caeyers wordt wereldwijd erkend als mogelijk de belangrijkste Beethovenspecialist van deze tijd. Zo was hij onder meer voor het Beethovenjaar 2020, helaas door Covid-19 grotendeels in het water gevallen, een van de drie intendanten, benoemd door de Duitse president en de bondskanselier.

## Publicaties
- Jean-Philippe Rameaus "Traité de l'harmonie" (1722) en de ontwikkeling van het muziektheoretische denken in de zeventiende eeuw in Frankrijk : een bijdrage tot de epistemologie van de harmonische tonaliteit. Proefschrift Katholieke Universiteit Leuven, 1984)
- Het "Traité de l'harmonie" (1722) van Jean-Philippe Rameau en de ontwikkeling van het muziektheoretische denken in Frankrijk, Koninklijke Academie voor Wetenschappen, Letteren en Schone Kunsten van België, Brussel, 1989.
- Beethoven : een biografie, De Bezige Bij, Amsterdam, 2009, 10e herziene druk 2019.
- Nawoord bij Erwin Mortier, Slaap ons in. Monologen bij Beethovens muziek voor Goethe's tragedie 'Egmont', Le Concert Olympique, 2012.